# 금새록
금새록(1992년 9월 6일 ~ )은 대한민국의 모델, 배우다.

## 생애
- 1992년 9월 6일 대구광역시 동구 신암동에서 2녀 중 막내로 출생한 그녀의 본관은 봉화이고 종교는 무종교이며 2010년 북아메리카 미국으로 이민 하고 이주 하였다.
- 2011년 아시아에서 대한민국으로 돌아온뒤였다.
- 2011년 대학교 1학년 입학하고 나이키 우먼레이스 광고를 통해 모델로 데뷔하였고 2014년 영화 《사무라이의 고백》 (단편 영화)을 통해 배우로 데뷔하였다.
- 대표 작품 중에 드라마로는 2018년 KBS 2TV 《같이 살래요》, 2019년 SBS 《열혈사제》, OCN 《미스터 기간제》, 2021년 SBS 《조선구마사》, KBS 2TV 《오월의 청춘》 등이 있고 영화로는 2018년 《독전》, 《공작》, 2019년 《나랏말싸미》, 《아워 바디》 등이 있다.

- 서울예술대학교 연기과 출신으로 2011년, 나이키 광고로 데뷔 후 여러 브랜드의 광고 모델로 활동하다 2015년, 영화 경성학교: 사라진 소녀들을 통해 배우로 데뷔하였다.

## 연기 스타일
연기에 대한 비판은 거의 없으며 송중기나 유연석 같은 대배우도 칭찬한 안정적인 연기를 가지고 있어 매력적인 외모와 출중한 연기력으로 현재 라이징 스타로 손꼽히고 있다. 개인 SNS나 인터뷰 등을 보면 배우라는 직업으로 살아간다는 것에 대해 항상 고민하고 연구하는 스타일인 듯 하다.

## 학력
- 2009년 ~ 2011년 경북예술고등학교 무용과 (졸업)
- 2011년 ~ 2013년 서울예술대학교 연기과 전문학사 (졸업)

## 드라마
- 2016년 네이버 TV 8부작 웹 드라마 《여러 가지 이유》 ... 새록 역
- 2016년 네이버 TV 11부작 웹 드라마 《게임회사 여직원들》 ... 코스프레 일행 2 역
- 2018년 네이버 TV 5부작 웹 드라마 《PAPARAZZI GIRLFRIEND》 ... 세나 역
- 2018년 KBS2 주말연속극 《같이 살래요》 ... 박현하 역
- 2019년 SBS 금토 미니시리즈 《열혈사제》 ... 서승아 역
- 2019년 OCN 수목 미니시리즈 《미스터 기간제》 ... 하소현 역
- 2020년 tvN 단막극 《드라마 스테이지 - 모두 그곳에 있다》 ... 강일영 역
- 2021년 SBS 월화 미니시리즈 《조선구마사》 ... 헤윰 역
- 2021년 KBS2 월화 미니시리즈 《오월의 청춘》 ... 이수련 역
- 2022년 JTBC 수목 미니시리즈 《사랑의 이해》 ... 박미경 역
- 2023년 DISNEY+ 오리지널 시리즈 《사운드트랙 2》 ... 도현서 역
- 2024년 KBS2 특별기획 주말드라마 《다리미 패밀리》 ... 이다림 역

## 시트콤
- 2022년 WAVVE 오리지널 시리즈 《청와대 사람들》

## 영화
- 2014년 《사무라이의 고백》 ... 아오이 역
- 2015년 《경성학교: 사라진 소녀들》 ... 오야마 나오코 역
- 2015년 《암살》 ... 향수 판매원 역
- 2016년 《해어화》 ... 성인 기생들 역
- 2016년 《덕혜옹주》 ... 학우회 박주옥 역
- 2016년 《밀정》 ... 식당 칸 바텐더 역
- 2016년 《한강블루스》 ... 간호사 3 역
- 2016년 《여자, 엄마》 ... 지나 역
- 2016년 《도시체험》
- 2017년 《더 킹》 ... 전희성 친구 2 역
- 2017년 《기억의 재구성》 ... 민지연 역
- 2017년 《하늘피리》 ... 찬미 역
- 2018년 《독전》 ... 차수정 역
- 2018년 《공작》 ... 친위대 여장교 3 역
- 2019년 《나랏말싸미》 ... 이진아 역
- 2019년 《아워 바디》 ... 희정 역
- 2023년 《유령》 ... 영화 〈장화, 홍련〉 여자주인공 역 (특별출연)
- 2023년 《타겟》 ... 중고거래 피해자 역
- 2024년 《카브리올레》 ... 오지아 역

## 예능
- 2018년 KBS2 《해피투게더 3》 ... 게스트
- 2019년 SBS 《런닝맨》 ... 게스트
- 2019년 OCN 《장도연의 타로뷰: 미스터 기간제》 ... 게스트
- 2020년 SBS 《런닝맨》 ... 게스트
- 2021년 SBS 《런닝맨》 ... 게스트
- 2021년 SBS 《백종원의 골목식당》 ... 진행
- 2024년 SBS 《런닝맨》 ... 게스트
- 2024년 SBS 《런닝맨》 ... 게스트
- 2025년 tvN 《무쇠소녀단 시즌2》 … 고정출연

## 뮤직비디오
- 2016년 푸르내 〈야생의 밤〉
- 2016년 LUNE 〈TURN (Feat. Unlimit)〉
- 2017년 딘딘 〈MY SOFY (Feat. JUNIK)〉

## 광고
- 2011년 《나이키》 ... 우먼 레이스 편
- 2014년 《대한민국 육군》 ... 홍보영상 군복 편 (with 유승호)
- 2016년 《CJ올리브영》 ... 드러그 스토어
- 2016년 《빙글 스냅》 ... 모바일 응용 소프트웨어
- 2017년 《한샘》 - 침대맞춤법 프리미엄 매트리스 편
- 2017년 《유니참》 - 쏘피 한결 카테킨 편 (with 딘딘)
- 2017년 《이베이》 - G마켓 슈퍼브랜드딜 → 빕스 2만원 할인권이 2천원! 편
- 2017년 《교보라이프플래닛생명보험》 - 생명보험 편
- 2017년 《쉐보레》 - 쉐보레 볼트 EV 편
- 2018년 《롯데하이마트》 - 롯데하이마트와 함께하는 한 여름 편
- 2018년 《스와니코코》
- 2019년 《스와니코코》
- 2020년 《프롬바이오》 - 와일드 망고 다이어트젤리 - 젤리송 편
- 2021년 《LG유플러스》 - U+ 우리 가게 패키지 - 배달의 민족 편
- 2021년 《LG유플러스》 - U+ 우리 가게 패키지 - 토마토 세븐 편
- 2021년 《LG유플러스》 - U+ 우리 가게 패키지 - 쏘카 편
- 2021년 《LG유플러스》 - U+ 우리 가게 패키지 - 세 친구 편

## 수상 및 후보
| 연도 | 시상식                    | 부문                             | 작품                  | 결과 |
| ---- | ------------------------- | -------------------------------- | --------------------- | ---- |
| 2018 | KBS 연기대상              | 여자 신인연기상                  | 《같이 살래요》       | 후보 |
| 2019 | SBS 연기대상              | 여자 신인연기상                  | 《열혈사제》          | 수상 |
| 2021 | SBS 연예대상              | 버라이어티부문 여자 신인상       | 《백종원의 골목식당》 | 수상 |
| 2021 | KBS 연기대상              | 여자 신인연기상                  | 《오월의 청춘》       | 후보 |
| 2021 | KBS 연기대상              | 여자 조연상                      | 《오월의 청춘》       | 수상 |
| 2022 | 제1회 청룡시리즈어워즈    | 드라마부문 여우조연상            | 《오월의 청춘》       | 후보 |
| 2024 | 제10회 에이판 스타 어워즈 | 장편드라마부문 여자 최우수연기상 | 《다리미 패밀리》     | 후보 |
| 2024 | KBS 연기대상              | 여자 인기상                      | 《다리미 패밀리》     | 수상 |
| 2024 | KBS 연기대상              | 베스트 커플상 (with 김정현)      | 《다리미 패밀리》     | 수상 |
| 2024 | KBS 연기대상              | 장편드라마부문 여자 우수연기상   | 《다리미 패밀리》     | 수상 |

## 가족 관계
- 언니 : 금강산